# Фу Манчу

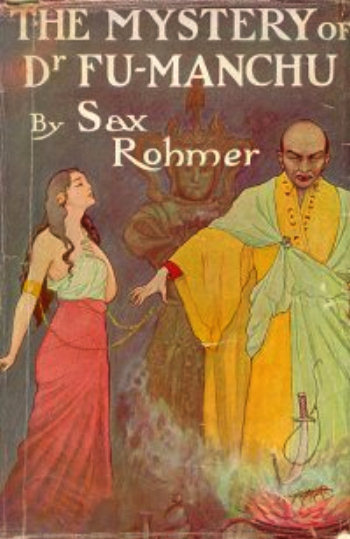
Обложка первой книги о Фу Манчу

Доктор Фу Манчу́ (Fu Manchu, в русском переводе иногда «Фу Ма́нчи») — литературный персонаж, созданный английским писателем Саксом Ромером. Фу Манчу является воплощением зла, криминальным гением, вроде профессора Мориарти или Фантомаса. Его образ используется в кино, телевидении, радио, комиксах уже более чем 90 лет. Сакс Ромер написал 13 повестей про Фу Манчу, существуют продолжения других авторов.

## Образ Фу Манчу
«Представь себе человека высокого, сутулого, худощавого и с кошачьими повадками, со лбом, как у Шекспира, и лицом, как у сатаны, выбритым черепом и продолговатыми завораживающими глазами, зелёными, как у кошки. Вложи в него всё жестокое коварство народов Востока, собранное в одном гигантском интеллекте, со всеми богатствами научных знаний прошлых и нынешних времён, со всеми ресурсами, которыми, если угодно, располагает правительство богатой страны, хотя оно и отрицает, что ему известно что-либо о его существовании. Представь это ужасное существо — и перед твоим мысленным взором предстанет доктор Фу Манчу, эта Жёлтая Погибель, воплощённая в одном человеке», — так описывает доктора Фу Манчу Нейланд Смит в первом романе серии.

## Книги о Фу Манчу
- «Тайна доктора Фу Манчу» (1913) («Коварный доктор Фу Манчу», «Зловещий доктор Фу Манчи»)
- «Возвращение доктора Фу Манчу» (1916)
- «Рука Фу Манчу» (1917)
- «Дочь Фу Манчу» (1931)
- «Маска Фу Манчу» (1932)
- «Невеста Фу Манчу» (1933)
- «След Фу Манчу» (1934)
- «Президент Фу Манчу» (1936)
- «Барабаны Фу Манчу» (1939)
- «Остров Фу Манчу» (1941)
- «Тень Фу Манчу» (1948)
- «Re-Enter: Фу Манчу» (1957)
- «Император Фу Манчу» (1959) — последний роман Сакса Ромера.
- «Гнев Фу Манчу» (1973) — посмертная антология, содержащая название повести, впервые опубликованной в 1952 году, и трёх рассказов: «Глаза Фу Манчу» (1957), «Слово Фу Манчу» (1958), и «Разум Фу Манчу» (1959).
- «Десять лет после Бейкер-стрит» (1984). Первый из двух романов Ван Аша, бывшего помощника Сакса Ромера и его биографа. В романе действует Шерлок Холмс, который выходит из отставки, чтобы помочь доктору Петри.
- «Огни Фу Манчу» (1987). Второй из двух романов Ван Аша. Действие происходит в 1917 году и повествует о встречи Петри с Фу Манчу во время Первой мировой войны.
- Третий роман Ван Аша, «Печать Фу Манчу» был начат, но не закончен, так как Ван Аш умер в 1994 году. Рукописи, как полагают, потеряны.
- «Террор Фу Манчу» (2009). Первый из трёх романов Уильяма Патрика Мейнарда, получившего официальную лицензию от Sax Rohmer Literary Estaty на продолжение серии.
- «Судьба Фу Манчу» (2012). Второй из трёх романов Уильяма Патрика Мейнарда.
- «Триумф Фу Манчу» (2019). Заключительный роман Уильяма Патрика Мейнарда, выход которого был официально анонсирован.

## Фу Манчу в кинематографе
- Одним из ранних воплощений в кино был фильм «Маска Фу Манчу» (1932). В главной роли Борис Карлофф. Фильм довольно расистский по отношению к азиатским народам и насыщенный пытками (хотя и лишенными откровенной гиньольной натуралистичности), а также своеобразным чувством юмора самого Карлоффа, и поэтому для телевизионных трансляций некоторые сцены вырезались.
- Одним из наиболее известных воплощений была роль Кристофера Ли. Он сыграл её в пяти фильмах: «Лицо Фу Манчу» (1965), «Невесты Фу Манчу» (1966), «Месть Фу Манчу» (1967), «Кровь Фу Манчу» (1968), и, наконец, «Замок Фу Манчу» (1969).
- Существует также комедийное воплощение Фу Манчу в фильме «Дьявольский заговор доктора Фу Манчу». Режиссёр и исполнитель главной роли — Питер Селлерс. Фильм имеет мало общего с романами.
- Николас Кейдж сыграл эпизодическую роль Фу Манчу в трейлере несуществующего фильма «Женщины-оборотни СС», который является частью фильма «Грайндхаус»

## Интересные факты
В честь персонажа повестей Сакса Ромера называется форма усов, которые начинаются над верхней губой и свисают до подбородка, но могут быть еще длиннее. Обязательное условие формы усов Фу Манчу — гладко выбритое лицо.